# Ironie van het lot
De Ironie van het Lot (Russisch: Ирония судьбы,  Ironija soedby) is een Sovjet-Russische film, geregisseerd door Eldar Rjazanov en een van de populairste films uit de Sovjettijd. De film is opgenomen in 1975 door Mosfilm. Het is een liefdesverhaal met een vleugje weemoed, en wordt traditioneel uitgezonden in Rusland en enkele andere voormalige Sovjetrepublieken op Oudejaarsavond.

## Plot
Het verhaal is gebaseerd op het thema van de uniformiteit van de architectuur in het Brezjnev-tijdperk. De film begint met een korte animatie die laat zien hoe iedere stad dezelfde flatgebouwen heeft en dezelfde straatnamen.
De in Moskou woonachtige chirurg Jevgeniy (Zjenja) Loekasjin maakt plannen om met zijn aanstaande vrouw Galja Nieuwjaar te vieren. Het wordt echter duidelijk dat hij niet echt van haar houdt maar het zichzelf alleen wijsmaakt omdat hij denkt dat dit zijn laatste kans is. Hij vertelt haar hoe hij een keer met een andere vrouw wilde trouwen maar uiteindelijk niet durfde en vluchtte naar Leningrad (thans St. Petersburg).
Diezelfde avond gaat hij met groep vrienden naar een badhuis om samen te drinken. Een van hen, Pavlik, moet naar zijn aanstaande vrouw in Leningrad. Wanneer de vrienden gedronken hebben, vallen de meesten in slaap en blijven er twee over die niet meer weten wie er ook alweer naar Leningrad moet. Dus kiezen ze Zjenja en zetten hem op het vliegtuig. In Leningrad stapt hij uit, neemt een taxi, geeft zijn adres en wordt naar "zijn" huis gebracht, waar zijn sleutel wonderbaarlijk in het slot past en het interieur er precies hetzelfde uitziet, en valt meteen in slaap op de sofa.
Even later komt de eigenares Nadezjda (Nadja) thuis. Ze schrikt wanneer ze een onbekende, dronken man aantreft, en probeert hem uit haar huis te krijgen. Hij is er echter van overtuigd dat hij thuis is en het duurt even voordat ze allebei begrijpen dat hij eigenlijk in Moskou moet zijn op hetzelfde adres. Ondertussen komt de aanstaande man van Nadja, de lichtelijk tirannieke, ouderwetse Ippolit, om samen met haar Nieuwjaar te vieren. Hij gelooft natuurlijk niet het verhaal dat ze hem vertellen, en beschuldigt Nadja ervan dat ze hem bedriegt. Zjena biedt zijn excuses aan en vertrekt, maar is genoodzaakt om terug te komen om geld te lenen voor een kaartje naar Moskou. Nadja geeft hem geld, maar de nog niet helemaal nuchtere Zjenja is zo blij dat hij haar een knuffel geeft. Ippolit ontploft en loopt weg. Nadja en Zjenja blijven alleen achter. Zjenja belt Galja om te vertellen dat hij per ongeluk in Leningrad is terechtgekomen maar zij gelooft hem niet. Nadja kan Zjenja niet uitstaan maar naarmate ze meer met elkaar praten wordt hen duidelijk dat ze elkaar een stuk liever hebben dan hun eigen aanstaande echtgenoot/echtgenote. Even later komt Ippolit terug maar is boos wanneer hij ziet dat Zjenja niet weg is. Hij spreekt Nadja beschuldigend aan, Zjenja komt voor haar op en ze beginnen te vechten. Nadja zet hen allebei het huis uit.
Buiten in de kou beschuldigt Ippolit Zjenja ervan dat hij lichtzinnig en onvolwassen is, terwijl Zjenja Ippolit bekritiseert om zijn bekrompenheid. Even later vindt Zjenja een excuus om weer naar boven te rennen: hij is zijn tas vergeten. Terwijl ze allebei met hun eigen sleutel naar binnen komen, horen ze dat Nadja wordt opgebeld door Galja. Nadja verdedigt Zjenja en zegt dat het een heel goede man is en dat Galja hem moet vergeven. Ippolit loopt woedend weg en Zjenja komt binnen en doet alsof hij het gesprek niet heeft gehoord. Hij blijft achter en even later komen twee van Nadja's vriendinnen langs om haar met Nieuwjaar te feliciteren. Zij hebben Ippolit nog nooit gezien en Nadja vertelt dat Zjenja haar aanstaande man is terwijl hij dit probeert te ontkennen. Ze blijven weer alleen achter en Zjenja wordt steeds assertiever. Nadja besluit dat het tijd is voor Zjenja om terug te gaan naar Moskou en gaat naar het vliegveld om een kaartje voor hem te kopen. Als ze thuis is, verschijnt Ippolit, dronken en ontspannen. Hij begrijpt wat voor een bijzonder verhaal heeft plaatsgevonden, heeft zijn ouderwetse, bekrompen houding afgezworen en gaat zelfs in zijn bovenkleding onder de douche.
Wanneer Zjenja 's ochtends eindelijk naar Moskou vertrekt blijft Nadja alleen achter en beseft dat ze niet zonder hem kan. Ze gaat naar Moskou, vindt hetzelfde adres als het hare en gaat naar binnen. Even later stelt Zjenja haar voor aan zijn vrienden.

## Rolverdeling
| Acteur               | Personage                               | Nota                                                          |
| -------------------- | --------------------------------------- | ------------------------------------------------------------- |
| Andrey Myagkov       | Yevgeny Mikhaylovich Lukashin, "Zhenya" | zang door Sergey Nikitin                                      |
| Barbara Brylska      | Nadezhda Vasilyevna Shevelyova, "Nadya" | stem gedubd door Valentina Talyzina, zang door Alla Pugacheva |
| Yury Yakovlev        | Ippolit Georgievich                     |                                                               |
| Lyubov Dobrzhanskaya | Marina Dmitriyevna                      |                                                               |
| Olga Naumenko        | Galya                                   |                                                               |
| Aleksandr Shirvindt  | Pavlik                                  |                                                               |
| Georgi Burkov        | Misha                                   |                                                               |
| Valentina Talyzina   | Valya                                   |                                                               |
| Liya Akhedzhakova    | Tanya                                   |                                                               |
| Aleksandr Belyavsky  | Sasha                                   |                                                               |
| Gotlib Roninson      |                                         | man op de vlieghaven                                          |
| Eldar Ryazanov       |                                         | passagier                                                     |
| Lyubov Sokolova      | Olga Nikolayevna                        |                                                               |

## Trivia
- Nadja wordt gespeeld door de Poolse actrice Barbara Brylska. Omdat zij met een zwaar accent Russisch sprak, werd voor haar rol de stem door een andere Russische actrice gebruikt, die als een vriendin van haar in de film verschijnt.
- In het vliegtuig valt Zjenja in slaap op de schouder van zijn geïrriteerde medepassagier, die hem later uit het vliegtuig helpt. Hij wordt gespeeld door de regisseur Eldar Rjazanov.
- De film werd voor het eerst uitgezonden op 1 januari 1976 en werd zo populair dat hij op veler verzoek op 7 februari in dat jaar weer werd vertoond.
- Sindsdien is het in Rusland traditie geworden om de film bijna elk Nieuwjaar uit te zenden.

## Vervolg
In 2007 verscheen een vervolg op de film, Ironie van het lot. Vervolg, waarin enkele hoofdpersonen uit de oorspronkelijke film terugkeren en door dezelfde acteurs worden gespeeld.